# 笠原嘉
笠原 嘉（かさはら よみし、1928年1月26日 - ）は、日本の医学者・精神科医。専門は精神病理学。名古屋大学名誉教授。元藤田保健衛生大学教授。元日本精神神経学会理事長。学位は、医学博士（京都大学・1959年）。

## 来歴
- 1928年 - 兵庫県神戸市に生まれる
- 1952年 - 京都大学医学部医学科卒業
- 1959年 - 京都大学より医学博士の学位を取得[2]
- 1966年 - 京都大学医学部講師（精神医学講座）
- 1968年 - 京都大学医学部助教授（保健管理センター兼任）
- 1970年 - ハワイ州イースト・ウエスト・センター留学[3]
- 1972年 - 名古屋大学医学部精神科主任教授
- 1985年 - 名古屋大学医学部附属病院院長
- 1991年 - 名古屋大学定年退官。藤田保健衛生大学医学部精神科教授
- 1998年 - 藤田保健衛生大学定年退職。桜クリニック院長、後に名誉院長[1]

## 人物
中井久夫、宮本忠雄、木村敏、安永浩らとともに、日本における精神病理学第2世代を代表する人物である。1958年、京都大学で師事した村上仁教授から精神病理学を学んだ。学園紛争時代には京都大学保健管理センターに勤務し、ひっそりと留年をくり返す学生に気づき、スチューデント・アパシー（退却神経症）の研究を行った。また、日本における健康保険制度は諸外国と比して低廉に受診できるメリットがあるが、一方面接時間は10分程度が限界であり（初診のみ45分程度必要と述べている）、薬物療法を補完する技法として外来でできる小精神療法を提唱している。

## 学会
- 日本精神神経学会元理事長（1988年 - 1994年）
- 日本精神病理学会名誉会員[5]

## 著書

### 単著
- 『精神科医のノート』みすず書房 1976
- 『青年期 精神病理学から』中公新書 1977
- 『予診・初診・初期治療』診療新社（精神科選書 1）1980「精神科における予診・初診・初期治療」星和書店 2007
- 『不安の病理』岩波新書 1981
- 『精神病と神経症』みすず書房 1984
- 『アパシー・シンドローム 高学歴社会の青年心理』岩波書店 1984 のち現代文庫
- 『朝刊シンドローム サラリーマンのうつ病操縦法』弘文堂 1985
- 『退却神経症 無気力・無関心・無快楽の克服』講談社現代新書 1988
- 『外来精神医学から』みすず書房 1991
- 『軽症うつ病 「ゆううつ」の精神病理』講談社現代新書 1996
- 『新・精神科医のノート』みすず書房 1997
- 『精神病』岩波新書 1998
- 『商船・もんてびでお丸の最後』中日新聞社出版開発局 2000
- 『うつ病臨床のエッセンス 笠原嘉臨床論集』みすず書房 2009
- 『妄想論』みすず書房 精神医学重要文献シリーズ 2010
- 『外来精神医学という方法 笠原嘉臨床論集』みすず書房 2011
- 『再び「青年期」について 笠原嘉臨床論集』みすず書房 2011
- 『精神科と私 二十世紀から二十一世紀の六十年を医師として生きて』中山書店 精神医学の知と技 2012
- 『境界例研究の50年 笠原嘉臨床論集』みすず書房 2012
- 『「全体の科学」のために 笠原嘉臨床論集』みすず書房 2013

### 共編著
- 『正視恐怖・体臭恐怖 主として精神分裂病との境界例について』編集 医学書院 1972
- 『躁うつ病の精神病理 1』弘文堂 1976
- 『青年の精神病理』清水将之、伊藤克彦共編 弘文堂 1976
- 『分裂病の精神病理 5』東京大学出版会 1976
- 『ユキの日記 病める少女の20年』みすず書房 1978
- 『キャンパスの症状群 現代学生の不安と葛藤』山田和夫共編 弘文堂 1981
- 『嫌われるのが怖い 精神医学講義』加賀乙彦対談 朝日出版社(Lecture books) 1981
- 『精神医学事典』加藤正明、保崎秀夫、宮本忠雄、小此木啓吾共編 弘文堂 1981
- 『躁うつ病の精神病理 5』弘文堂 1987
- 『感情障害 基礎と臨床』松下正明、岸本英爾共編 朝倉書店 1997
- 『臨床精神病理学の現在』鈴木國文共編 ライフ・サイエンス（精神医学レビュー）2001

### 翻訳
- J.H.シュルツ『ノイローゼ』太田幸雄共訳 みすず書房 1957
- メダルト・ボス『精神分析と現存在分析論』三好郁男共訳 みすず書房 1962
- メダルト・ボス『夢 その現存在分析』三好郁男,藤縄昭共訳 みすず書房 1970
- ハナ・グリーン『デボラの世界 分裂病の少女』佐伯わか子共訳 みすず書房 1971
- R・D・レイン『ひき裂かれた自己 分裂病と分裂病質の実存的研究』阪本健二、志貴春彦共訳 みすず書房 1971
- R.D.レイン、A.エスターソン『狂気と家族』辻和子共訳 みすず書房 1972
- R.D.レイン『経験の政治学』塚本嘉寿共訳 みすず書房 1973
- ハナ・グリーン『手のことば 聾者の一家族の物語』佐伯わか子共訳 みすず書房 1974
- R.D.レイン『自己と他者』志貴春彦共訳 みすず書房 1975
- エマ・ユング『内なる異性 アニムスとアニマ』吉本千鶴子共訳 海鳴社 1976
- デーヴィッド・クーパー『家族の死』塚本嘉寿共訳 みすず書房 1978
- R.D.レイン『家族の政治学』阪本良男共訳 みすず書房 1979
- マーク・ヴォネガット『エデン特急 ヒッピーと狂気の記録』衣更着信共訳 みすず書房 1979
- ジェームス・F.マスターソン『青年期境界例の治療』成田善弘共訳 金剛出版 1979
- R.D.レイン『生の事実』塚本嘉寿共訳 みすず書房 1979
- L.サルズマン『強迫パーソナリティ』成田善弘共訳 みすず書房 1985
- デイビッド・リード『アンナ』辻和子共訳 みすず書房 1987
- ハロルド・F.サールズ『ノンヒューマン環境論 分裂病者の場合』殿村忠彦共訳 みすず書房 1988
- ハインツ・コフート『自己の分析』みすず書房 1994
- ハインツ・コフート『自己の修復』みすず書房 1995
- ハインツ・コフート『自己の治癒』みすず書房 1995

### 記念論集
- 『精神科症例研究 笠原嘉教授退官記念論文集』名古屋大学医学部精神医学教室 星和書店 1991

## 関連人物
- 村上仁
- 宮本忠雄
- 木村敏
- 安永浩
- 中井久夫
- 藤縄昭
- 村上靖彦
- 成田善弘
- 高橋俊彦
- 鈴木國文
- 小川豊昭